# Теранова ди Полино
Терано̀ва ди Полѝно (на италиански: Terranova di Pollino) е село и община в Южна Италия, провинция Потенца, регион Базиликата. Разположено е на 926 m надморска височина. Населението на общината е 1291 души (към 2012 г.).